# Nationalmuseum (Danzig)

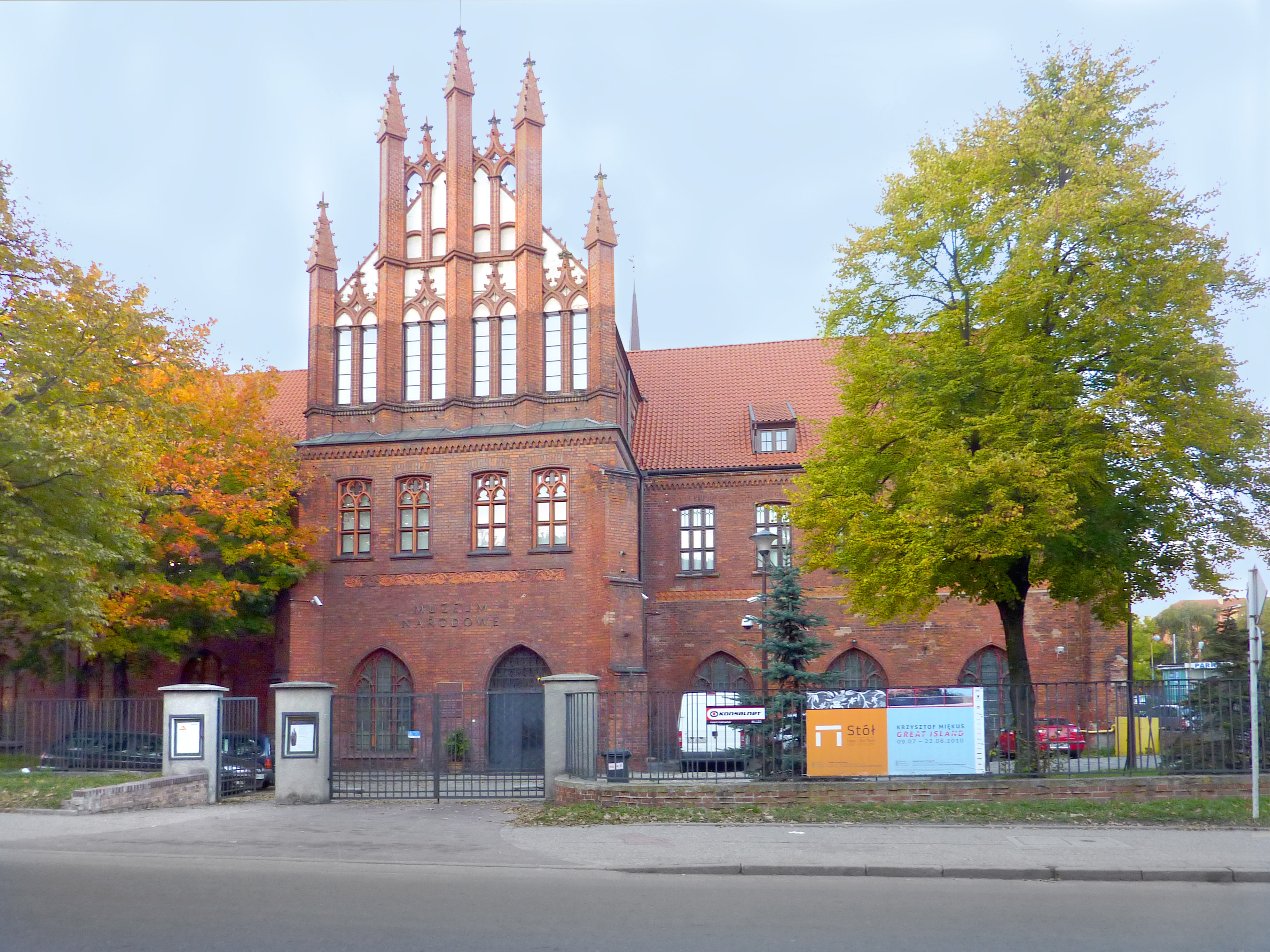
Nationalmuseum Danzig

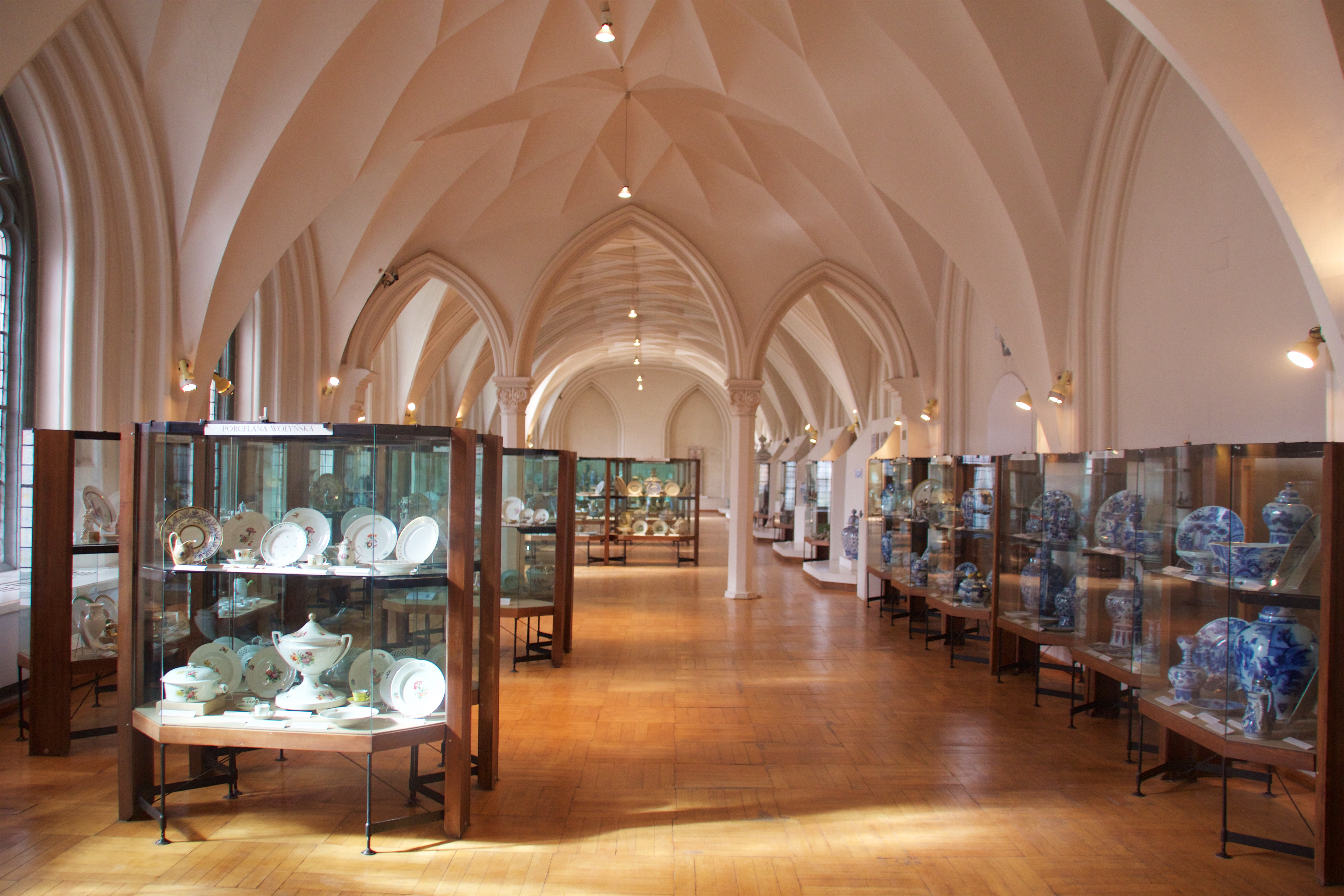
Innenansicht eines Saales der Ausstellung

Das Nationalmuseum in Danzig (poln. Muzeum Narodowe w Gdańsku) zählt zu den bedeutendsten Museen Polens.

## Geschichte

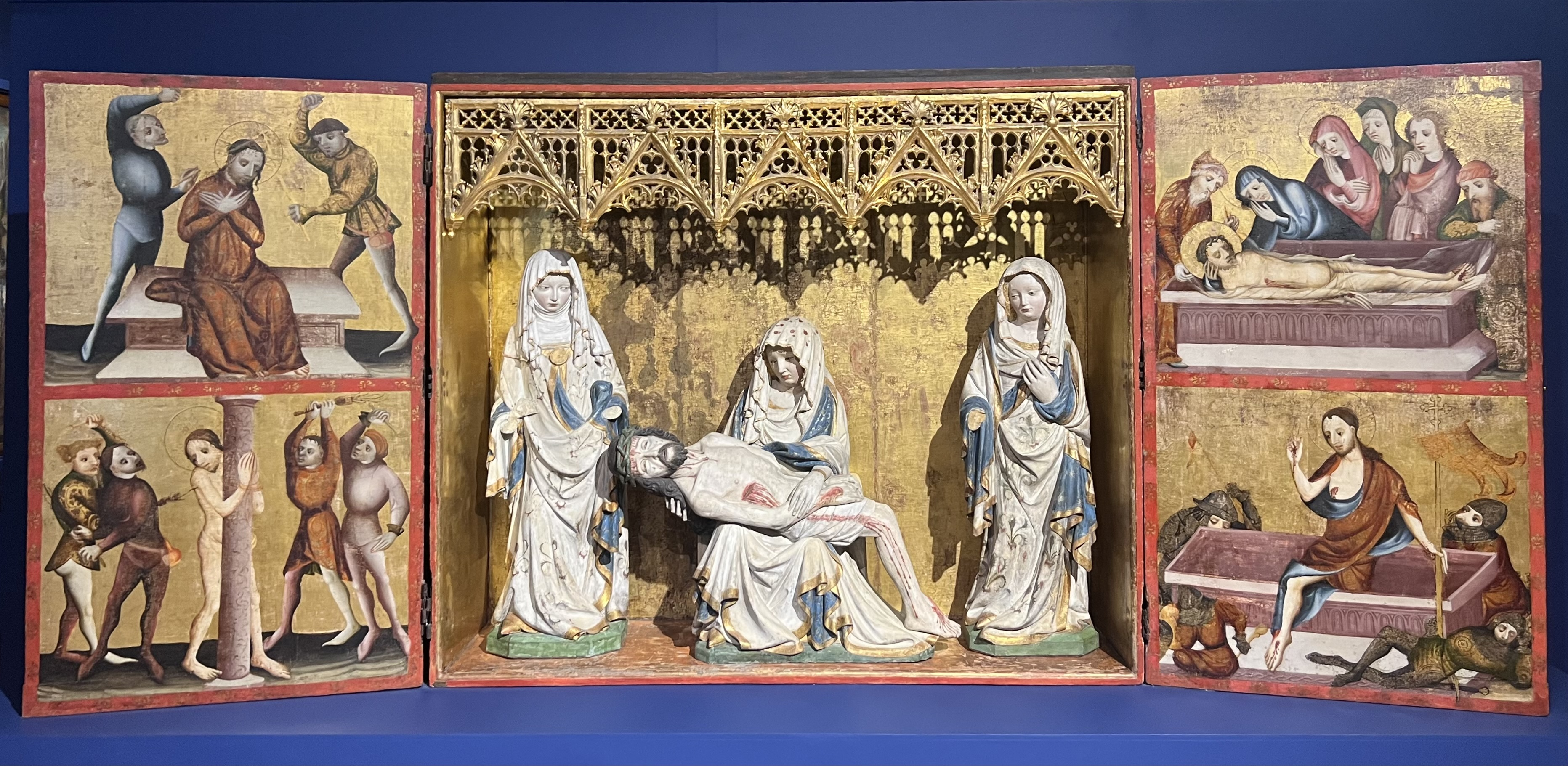
Elisabethaltar aus der Marienkirche, ca. 1390

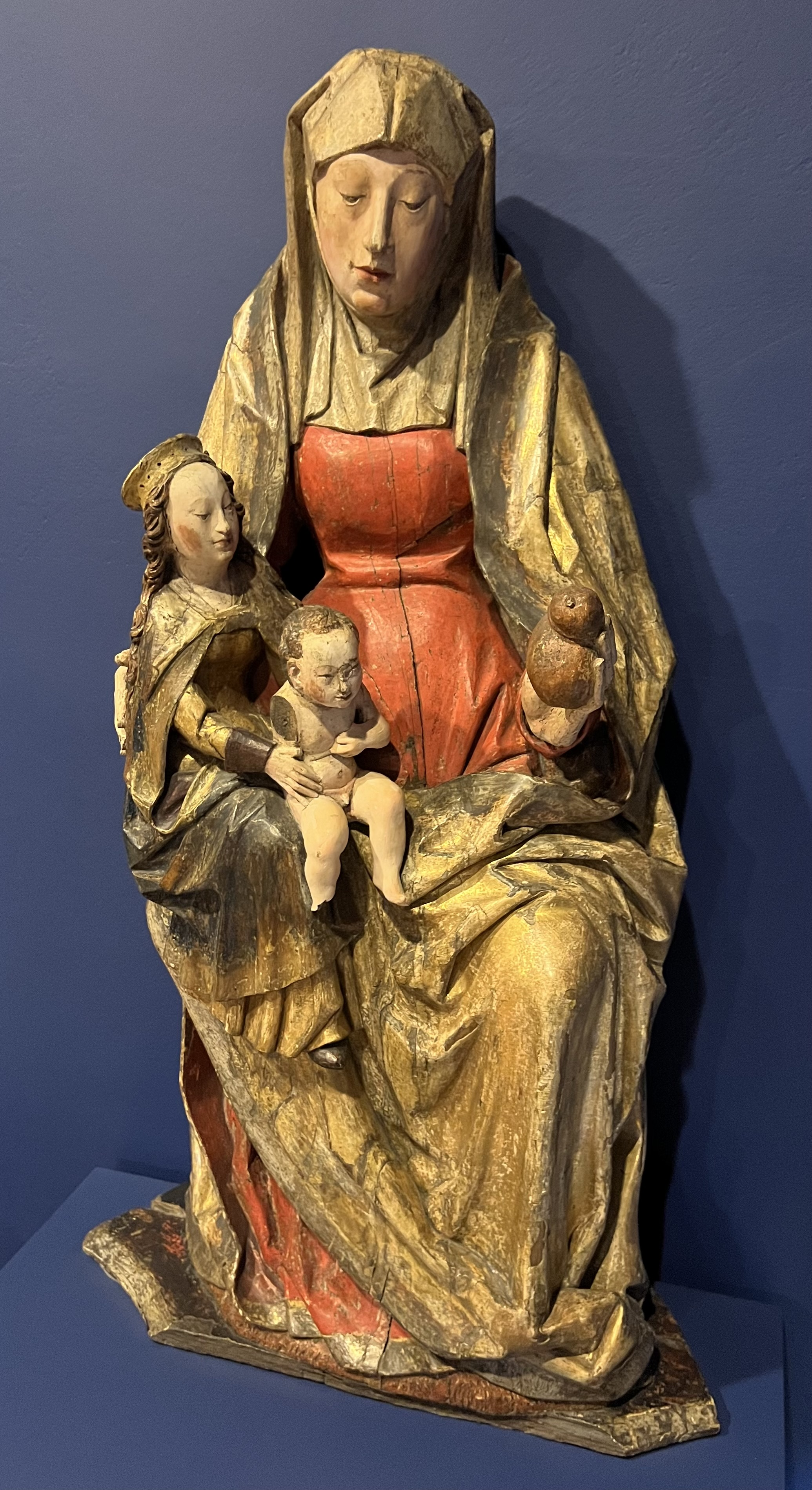
Anna Selbdritt, Danziger Werk spätes 15. Jahrhundert

Bereits im dritten Viertel des neunzehnten Jahrhunderts wurde im Gebäude des ehemaligen Franziskanerklosters das Stadtmuseum eingerichtet. Den Grundstock des Museums bildeten die Sammlungen des Danziger Bildhauers Rudolf Freitag (1805–1890). Im Jahr 1884 wurde das Kunstgewerbemuseum angeschlossen. Nach dem Zweiten Weltkrieg wurde das Museum in „Muzeum Pomorskie“ (Pommersches Museum) umbenannt und nach Oliva verlegt. Aus den Sammlungen wurden drei weitere Museen gegründet: das Meeresmuseum (Muzeum Morskie), das Archäologische Museum (Muzeum Archeologiczne) und das Historische Museum der Stadt Danzig (Muzeum Historyczne Miasta Gdańska). 1972 wurde das Museum in Muzeum Narodowe w Gdańsku (Nationalmuseum Danzig) umbenannt.

## Die Sammlungen im Hauptgebäude
Das Museum zeigt Kunst und Kunsthandwerk aus den historisch wichtigen Epochen der Stadt und des umliegenden Ostpommern.
Das Mittelalter ist mit kirchlichen Schnitzwerken und Altären aus dem Umland vertreten. Aus den Niederlanden stammt das berühmteste Gemälde des Museums, ein um 1470 entstandenes Hauptwerk des Hans Memling, das monumentale Triptychon des Jüngsten Gerichts.
Hier befindet sich auch die umfangreichste polnische Sammlung der großen Werke von Anton Möller, 1563–1611, bekannt und in die Kunstgeschichte eingegangen als „Maler von Danzig“.
Die flämische und holländische Malerei besonders des 17. Jahrhunderts spiegelt die kulturelle Bedeutung der Handelsbeziehungen der Stadt mit den Niederlanden.
Niederländische und schwedische Fayencen der Barockzeit, Danziger Öfen, bemerkenswerte Schmiedearbeiten und die Zinnsammlung, die Kunst der Danziger Möbeltischler und die durch ihren außerordentlichen dekorativen Reichtum ausgezeichneten Danziger Silberarbeiten sind Schwerpunkte der kunsthandwerklichen Abteilungen, doch sind nicht alle Bereiche ständig ausgestellt.

## Aufbau
Zum Museum gehören sieben Abteilungen:
- Abteilung für Alte Kunst im Hauptgebäude, Toruńska 1
- Abteilung für Moderne Kunst im Äbtepalast zu Oliva
- Abteilung für Ethnografie im Olivaer Abteispeicher
- Abteilung Grünes Tor (Danzig)
- Danziger Lichtbildgalerie, Grobla I. 3/5
- Museum der Nationalhymne in Będomin
- Museum der Tradition des Polnischen Adels in Waplewo Wielkie